# Liste der Monuments historiques in Pouillenay
Die Liste der Monuments historiques in Pouillenay führt die Monuments historiques in der französischen Gemeinde Pouillenay auf.

## Liste der Immobilien
| Bezeichnung         | Beschreibung            | Standort                    | Kennzeichnung | Schutzstatus | Datum | Bild           |
| ------------------- | ----------------------- | --------------------------- | ------------- | ------------ | ----- | -------------- |
| Château de Villiers | aus dem 15. Jahrhundert | südöstlich des Ortes (Lage) | PA00112595    | Inscrit      | 1925  | weitere Bilder |

## Liste der Objekte
| Bezeichnung                        | Beschreibung                               | Standort                           | Kennzeichnung | Schutzstatus | Datum | Bild |
| ---------------------------------- | ------------------------------------------ | ---------------------------------- | ------------- | ------------ | ----- | ---- |
| Skulptur Madonna mit Kind          | Kalkstein, farbig gefasst, 16. Jahrhundert | in der Kirche St-Symphorien (Lage) | PM21001762    | Classé       | 1959  |      |
| Skulptur Heiliger Symphorianus (?) | Kalkstein, farbig gefasst, 16. Jahrhundert | in der Kirche St-Symphorien (Lage) | PM21001763    | Classé       | 1959  |      |